# Austrodrillia saxea
Austrodrillia saxea é uma espécie de gastrópode do gênero Austrodrillia, pertencente a família Horaiclavidae.